# American Boy (песня Эстель)
«American Boy» — песня британской певицы Эстель при участии американского рэпера Канье Уэста, была выпущена первым международным и вторым синглом с альбома Shine в 2008 году. Авторами песни являются сама певица, Канье Уэст, Джон Ледженд, Кейт Харрис, Will.i.am, Джон Стефенс, Калиб Спейр, Джош Лопез и Квели Вашингтон; продюсер — Will.i.am. В песне использован семпл трека «Impatient» из студийного альбома will.i.am — Songs About Girls, а также семпл «& Down» от Boys Noize. В Великобритании «American Boy» выл выпущен в качестве второго сингла с альбома Shine в цифровом виде 21 марта и на физическом носителе 24 марта 2008 года.
Песня выиграла в номинации Лучшее рэп/песенное совместное исполнение на 51-й церемонии «Грэмми». Композиция занимает 238 место в списке «500 лучших песен 2000-х» по версии электронного журнала Pitchfork Media, посвящённого музыкальной критике и комментариям.

## Предыстория
В февральском интервью с великобританским R&B писателем Питом Льюисом Эстель поведала историю создания песни: «Мы бездельничали в студии и много шутили. Джон Ледженд сказал мне: „Почему бы тебе не написать песню о знакомстве с парнем из Америки?“, на что я ответила: „Хорошо, это же просто“, ведь у меня очень много знакомых парней-американцев в Нью-Йорке. И я невольно начала писать новый гимн девушек! Канье Уэст принёс в песню свою собственную развязность, своё собственное чувство юмора. Поначалу он говорил: „Как можно читать рэп под танцевальный ритм?“ — но всё же он СДЕЛАЛ это!».

## Появление в чартах
«American Boy» — самый успешный хит Эстель, вошедший в чарты 18 стран мира. Сингл дебютировал на 72 позиции великобританского чарта UK Singles Chart. На следующей неделе песня пропала из чарта и, спустя неделю, она снова вернулась в него уже на первое место, удерживая лидирующую позицию ещё четыре недели. «American Boy» находился в списке лучших 40 песен Великобритании 22 недели подряд и стал шестым синглом-бестселлером 2008 года. Сингл также появился в чарте Irish Singles Chart сразу на 8 позиции благодаря цифровым продажам, и, позже, достиг своего максимума на втором месте.
Песня появилась в чарте США Billboard Hot 100 на 98 позиции и вскоре достигла девятой, в то время как в чарте Hot Digital Songs композиция поднялась до 8 места.
В Австралии сингл дебютировал на 7 позиции и достиг своего пика — на третьей. «American Boy» стал самым успешным синглом Эстель после её предыдущего сингла «1980», который достиг максимального 36 места. 1 апреля 2008 года сингл появился в национальном чарте Новой Зеландии — New Zealand Chart на 25 месте и стал первой композицией Эстель в чарте этой страны. Через две недели песня вошла в лучшую пятёрку синглов на 5 позиции.

## Кавер-версии и пародии
Сэм Спарро спел во время программы BBC Radio 1 Live Lounge акустическую версию песни, которая позже была выпущена на стороне «Б» его сингла «21st Century Life». Баста Раймс спродюсировал ремикс-версию песни. Американская группа VersaEmerge спела кавер-версию на YouTube, также как на своих концертных выступлениях. Другая группа Fall Out Boy перепела песню на одном из своих концертов. 19 декабря 2018 года на YouTube появилась пародия «Chug Jug With You», которую записал и выложил пользователь под именем Leviathan. Впоследствии она стала популярным мемом.
На песню было создано множество пародий в разных странах, где изменялось название на следующие:
- «Arab friend»[11] — Bago Dago
- «Canadian Boy» — Сюзи Макнейл и Джей Майклс
- «Cantonese Boy»[12] — Only Won и Ларисса Лэм
- «Chinese Boy»[13] — Дейв Соул
- «Armenian Boy»[14] — Hamish & Andy
- «Egyptian Boy»[15] — EgyptianG
- «Somerset Boy»[16] — Крис Мойлес
- «Fake American Boy»[17] — Певен Эверетт
- «Jamaican Boy»[18] — Bost & Bim при участии Brisa Roché
- «American Boy»[19] — Джон Маккейн
- «Hungarian Boy» — Ben & Tony

## Список композиций
| - 12-дюймовый сингл, изданный в Великобритании 1. «American Boy» (Explicit Version) 2. «Wait A Minute» (Just A Touch) (Count & Sinden Remix) 3. «American Boy» (TS7 Remix) 4. «Wait A Minute» (Just A Touch) (Aaron Ross Remix) - CD-сингл, изданный в Великобритании 1. «American Boy» (Radio Edit) — 3:57 - 12-дюймовый сингл, изданный в США 1. «American Boy» (Amended Album Version) — 4:45 2. «American Boy» (Instrumental) — 5:09 3. «American Boy» (Explicit Album Version) — 4:45 4. «American Boy» (Instrumental) — 5:09 | - CD-сингл, изданный в Германии 1. «American Boy» (Radio Edit) — 4:04 2. «American Boy» (Soulseekerz Radio Remix) — 3:52 - CD макси-сингл, изданный в Германии 1. «American Boy» (Radio Edit) 2. «American Boy» (No Rap Version) 3. «American Boy» (Soulseekerz Radio Remix) 4. «Life To Me» (Hi-Tek Feat. Estelle) 5. «American Boy» Video - Digital Download, Канада и США 1. «American Boy» — 4:45 |

## Чарты
| Чарт (2008)                          | Высшее место |
| ------------------------------------ | ------------ |
| Australian Singles Chart             | 3            |
| Austrian Singles Chart               | 7            |
| Belgian Singles Chart (Фландрия)     | 1            |
| Belgian Singles Chart (Валлония)     | 4            |
| Canadian Hot 100                     | 9            |
| Danish Singles Chart                 | 3            |
| Dutch Top 40                         | 5            |
| French Singles Chart                 | 3            |
| European Hot 100                     | 1            |
| German Singles Chart                 | 5            |
| Greek Singles Chart                  | 12           |
| Irish Singles Chart                  | 2            |
| Italian Singles Chart                | 3            |
| Norwegian Singles Chart              | 10           |
| New Zealand Singles Chart            | 5            |
| Swedish Singles Chart                | 14           |
| Swiss Singles Chart                  | 5            |
| Turkey Top 20 Chart                  | 2            |
| UK Singles Chart                     | 1            |
| U.S. Billboard Hot 100               | 9            |
| U.S. Billboard Hot R&B/Hip-Hop Songs | 55           |
| U.S. Billboard Pop 100               | 6            |

| Чарт (2008)           | Позиция |
| --------------------- | ------- |
| German Singles Chart  | 51      |
| Swedish Singles Chart | 81      |
| UK Singles Chart      | 6       |
| Irish Singles Chart   | 9       |

| Чарт (2009)             | Позиция |
| ----------------------- | ------- |
| Hungarian Singles Chart | 125     |

| Чарт (2000—2009) | Позиция |
| ---------------- | ------- |
| UK Singles Chart | 83      |

## Хронология релиза
| Страна         | Дата           |
| -------------- | -------------- |
| Великобритания | 24 марта 2008  |
| США            | 8 апреля 2008  |
| Европа         | 25 апреля 2008 |
| Австралия      | 26 апреля 2008 |